# برات آند ويتني كندا
شركة برات آند ويتني كندا (الاختصار PWC أو P&WC) هي شركة تصنيع محركات الطائرات مقرها كندا. يقع المقر الرئيسي لشركة برات آند ويتني كندا في لونغوي خارج مونتريال مباشرةً في مقاطعة كيبيك. وهي قسم من شركة برات آند ويتني (بي آند دبليو) الأكبر التي تتخذ من الولايات المتحدة مقراً لها، وهي نفسها وحدة أعمال تابعة لشركة رايثيون تيكنولوجيز. منحت شركة يونايتد تكنولوجيز شركة برات آند ويتني كندا تفويضًا عالميًا لمحركات الطائرات الصغيرة والمتوسطة بينما تقوم عمليات بي آند دبليو في الولايات المتحدة بتطوير وتصنيع محركات أكبر.
على الرغم من أن برات آند ويتني كندا هي قسم من بي آند دبليو، إلا أنها تقوم بالبحث والتطوير والتسويق الخاص بها بالإضافة إلى تصنيع محركاتها. لدى الشركة حاليًا حوالي 10000 موظف حول العالم، منهم 6000 في كندا.

## تاريخ
تأسست برات آند ويتني الكندية للطائرات المحدودة في نوفمبر 1928 لتكون بمثابة مركز خدمة لمحركات طائرات بي آند دبليو. جمّعت الشركة خلال الحرب العالمية الثانية محركات سلسلة برات آند ويتني واسب التي صُنعت في الولايات المتحدة في عام 1952، ونُقل إنتاج محركات واسب إلى شركة برات آند ويتني الكندية حتى تتمكن بي آند دبليو من التركيز على تطوير المحركات النفاثة.
في أواخر الخمسينيات من القرن الماضي، بدأ فريق مكون من 12 مهندسًا كنديًا من شركة برات آند ويتني في تطوير أول محرك توربيني صغير في كندا، بي تي 6 ‏. سُلّم النموذج الأول للعميل في عام 1963. في عام 1962، غُيَّر اسم الشركة إلى المتحدة للطائرات الكندية (بالإنجليزية: United Aircraft of Canada)‏ (UAC)، واتخذت اسمها الحالي في عام 1975. في عام 1963، سُلِّم ما مجموعه 41 مروحية من طراز سيكورسكي سي إتش-124 سي كينغ (في الأصل CHSS-2) إلى البحرية الملكية الكندية. صنعت شركة سيكورسكي للطائرات مكونات هيكل الطائرة في كونيتيكت ولكن جمّعهت الشركة المتحدة للطائرات الكندية معظمها بواسطة في لونغوي بالكيبيك.
أُنتج محركها رقم 100،000 في مايو 2017، وسجل أسطولها 730 مليون ساعة طيران ويوجد 60،000 محرك تحت الخدمة يُشغلها 12300 عميل في أكثر من 200 دولة.

## المنتجات
| اسم النموذج                       | ترتيب                                      | قوة                   |
| --------------------------------- | ------------------------------------------ | --------------------- |
| برات آند ويتني جاي تي-12 ‏         | محرك نفاث عنفي                             | 3300 رطل              |
| برات آند ويتني كندا جاي تي-15 دي ‏ | محرك عنفي مروحي                            | 3،050 رطل             |
| برات آند ويتني كندا بي تي 6 ‏      | محرك مروحة عنفية / محرك عمود دوران توربيني | 578 حصان              |
| برات آند ويتني كندا بي تي 6 تي ‏   | محرك عمود دوران توربيني                    | 1600 حصان             |
| برات آند ويتني كندا بي دبليو 100 ‏ | محرك مروحة عنفية                           | من 1800 إلى 2476 حصان |
| برات آند ويتني كندا بي دبليو 200 ‏ | محرك عمود دوران توربيني                    | 561 حصان              |
| برات آند ويتني كندا بي دبليو 300 ‏ | محرك عنفي مروحي                            | 4،750 رطل             |
| برات آند ويتني كندا بي دبليو 500 ‏ | محرك عنفي مروحي                            | 2،887 رطل             |
| برات آند ويتني كندا بي دبليو 600 ‏ | محرك عنفي مروحي                            | 900 رطل               |
| برات آند ويتني كندا بي دبليو 800 ‏ | محرك عنفي مروحي                            | 15،429 رطلاً           |
| برات آند ويتني كندا بي دبليو 900  | عائلة APU                                  |                       |

### الجيل القادم من المحرك المروحة العنفيةالإقليمي
تعمل برات آند ويتني كندا على تطوير محرك جديد، الجيل التالي من المحرك المروحة العنفية(توربوبروب) الإقليمي، قابل للتطوير من 4,500 إلى 8,000 shp (3,400 إلى 6,000 كـو) للمقاعد التي تسع 90 مقعدًا وتتميز بضاغط جديد ومروحة ودافعة على أحدث طراز بالإضافة إلى تحسينات في التقنيات والمواد وعمليات التصنيع لتوفير كفاءة وقود أفضل بنسبة 20٪ وتكاليف صيانة أقل بنسبة 20٪ من بي دبليو 100 ‏. بدأ اختبار الضاغط عالي الكفاءة في عام 2012 وشغل مجموعة كاملة من نقاط التصميم الديناميكي الهوائي للتحقق من كفاءة المكونات ونسبة الضغط. انهي بنجاح من اختبارات الضاغط في عام 2016 وستُكيف تقنية القسم الساخن من بي دبليو 1000 جي. تستهدف برات آند ويتني كندا لإدخالها في 2023-25، ويجب أن تخفض تكلفة التشغيل إلى النصف لكل حصان.

## سريع
اعتبارًا من مارس 2014، تشغل شركة برات آند ويتني كندا الطائرات التالية كقواعد اختبار للمحركات الجديدة:
- بوينغ 747 أس بي - 2
- سيسنا سايتايشن - 1
- فيرتشايلد دورنير 328 جيه إي تي - 1

## روابط خارجية
- الموقع الرسمي